# 존 슈워츠먼
존 슈워츠먼(영어: John Schwartzman, 1960년 10월 18일 ~ )은 미국의 촬영 감독이다. 마이클 베이 감독과의 작품들이 유명하다. 탈리아 샤이어의 의붓아들이며, 배우 제이슨 슈워츠먼, 가수 로버트 슈워츠먼과는 이복형제 사이이다.

## 촬영 작품
- 베니와 준 (1993)
- 더 록 (1996)
- 아마겟돈 (1998)
- 진주만 (2001)
- 내셔널 트레져: 비밀의 책 (2007)
- 버킷 리스트: 죽기 전에 꼭 하고 싶은 것들 (2007)
- 박물관이 살아있다 2 (2009)
- 어메이징 스파이더맨 (2012)
- 세이빙 MR. 뱅크스 (2013)
- 드라큘라: 전설의 시작 (2014)
- 쥬라기 월드 (2015)
- 파운더 (2016)